# 엑스플래닛

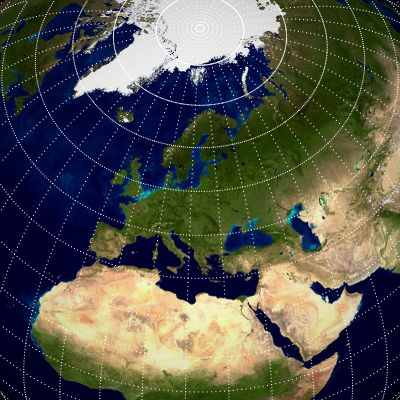
엑스플래닛으로 생성한 이미지.

엑스플래닛(Xplanet)은 태양계와 행성들의 그래픽을 생산하는 렌더러 프로그램이다. 보통 컴퓨터 바탕화면을 만드는 데 사용된다. GNU GPL로 배표된 자유 소프트웨어다. 이것의 윈도 버전이 윈엑스플래닛(WinXplanet)이다.